# Station Jarrie-Vizille
Station Jarrie-Vizille is een spoorwegstation in de Franse gemeente Jarrie.